# Челе сул Риго (Сијена)
Челе сул Риго је насеље у Италији у округу Сијена, региону Тоскана.
Према процени из 2011. у насељу је живело 353 становника. Насеље се налази на надморској висини од 553 м.